# Craneopsylla minerva
Craneopsylla minerva är en loppart som först beskrevs av Rothschild 1903.  Craneopsylla minerva ingår i släktet Craneopsylla och familjen Stephanocircidae.

## Underarter
Arten delas in i följande underarter:
- C. m. minerva
- C. m. wolffhuegeli